# Lista împăraților romani
Aceasta este o listă a împăraților romani, cu datele când au domnit în Imperiul Roman. În lista care urmează, Iulius Caesar nu este menționat ca împărat, pentru că el n-a fost considerat așa.

## Principatul

### Dinastia Iulio-Claudiană(anii 32 î.Hr.-68 d.Hr.)
| Domnia                                    | Portret | Nume | Naștere                                        | Succesiunea                                                                                                | Moartea                                                                          | Durata domniei            |
| ----------------------------------------- | ------- | --- | ---------------------------------------------- | --- | -------------------------------------------------------------------------------- | ------------------------- |
| 16 ianuarie 27 î.Hr. – 19 august 14 d.Hr. |         | Augustus GAIVS OCTAVIVS GAIVS IVLIVS CAESAR OCTAVIANVS IMPERATOR CAESAR DIVI FILIVS\| IMPERATOR CAESAR DIVI FILIVS AVGVSTVS | 23 septembrie 63 î.Hr., Roma, Italia           | A ajuns împărat "de facto"                                                                                 | 19 august 14 d.Hr. Cauze naturale, probabil otrăvit de Livia                     | 40 de ani, 7 luni, 3 zile |
| 18 septembrie 14-16 martie 37             |         | Tiberiu TIBERIVS IVLIVS CAESAR AVGVSTVS                                                                                     | 16 noiembrie 42 i.en. Roma                     | Fiul lui Livia, nevasta lui Augustus, din căsătoria anterioară, adoptat de Augustus                        | 16 martie 37 Cauze naturale, probabil asasinat de Caligula                       | 22 ani, 5 luni, 27 zile   |
| 18 martie 37 – 24 ianuarie 41             |         | Caligula GAIVS IVLIVS CAESAR AVGVSTVS GERMANICVS                                                                            | 31 august 12, Antium, Italia                   | Strănepotul lui Tiberiu; adoptat                                                                           | 24 ianuarie 41 Asasinat de garda pretoriană                                      | 3 ani, 10 luni și 6 zile  |
| 26 ianuarie 41 – 13 octombrie 54          |         | Claudiu TIBERIVS CLAVDIVS CAESAR AVGVSTVS GERMANICVS                                                                        | 1 august 10 i.en, Lugdunum, Gallia Lugdunensis | Nepotul lui Tiberiu, fratele lui Germanicus și unchiul lui Caligula; proclamat împărat de garda pretoriană | 13 octombrie 54 Otrăvit de Agrippina, mama lui Nero                              | 13 ani și 9 luni          |
| 13 octombrie 54-9 iunie 68                |         | Nero NERO CLAUDIVS CAESAR AVGVSTVS GERMANICVS                                                                               | 15 decembrie 37, Antium, Italia                | Strănepotul lui Germanicus, nepotul lui Caligula și al lui Claudius, adoptat                               | 9 iunie 68 S-a sinucis după ce a fost declarat ca inamic al Romei de către Senat | 13 ani, 8 luni            |

### Anul celor patru împărațișiDinastia Flaviană(anii 68-96)
| Domnia                              | Portret | Nume                                                | Nastere                                     | Succesiunea                                                                      | Moartea                                                     | Timpul domniei   |
| ----------------------------------- | ------- | --------------------------------------------------- | ------------------------------------------- | -------------------------------------------------------------------------------- | ----------------------------------------------------------- | ---------------- |
| 8 iunie 68 – 15 ianuarie 69         |         | Galba SERVIVS SVLPICIVS GALBA CAESAR AVGVSTVS       | 24 decembrie 3 , Terracina, Italia          | A obținut puterea după sinuciderea lui Nero, cu suportul legiunilor din Hispania | 15 ianuarie 69 Ucis de garda pretoriană condusă de Otho     | 7 luni și 7 zile |
| 15 ianuarie 69 – 16 aprilie 69      |         | Otho MARCVS SALVIVS OTHO CAESAR AVGVSTVS            | 28 aprilie 32 , Ferentinum, Etruria, Italia | Numit de garda pretoriană                                                        | 16 aprilie 69 d.C. S-a sinucis după bătălia de la Bedriacum | 91 de zile       |
| 17 aprilie 69 – 20 decembrie 69     |         | Vitellius AVLVS VITELLIVS GERMANICVS AVGVSTVS       | 24 septembrie 15 Roma                       | A obținut puterea cu suportul legiunilor nordice                                 | 20 decembrie 69 Ucis de trupele lui Vespasian               | 8 luni           |
| 1 iulie 69 – 24 iunie 79            |         | Vespasian TITVS FLAVIVS CAESAR VESPASIANVS AVGVSTVS | 17 noiembrie 9 Falacrine, Italia            | Susținut de legiunile orientale                                                  | 24 iunie 79 Cauze naturale                                  | 10 ani           |
| 24 iunie 79 – 13 septembrie 81      |         | Titus TITVS FLAVIVS CAESAR VESPASIANVS AVGVSTVS     | 30 decembrie 39 Roma                        | Fiul lui Vespasian                                                               | 13 septembrie 81 Febră                                      | 2 ani și 3 luni  |
| 14 septembrie 81 – 18 septembrie 96 |         | Domițian TITVS FLAVIVS CAESAR DOMITIANVS AVGVSTVS   | 24 octombrie 54, Roma                       | Fiul lui Vespasian                                                               | 18 septembrie 98 Asasinat de oficiali                       | 15 ani           |

### Dinastia Antoninilor(anii 96-192)
| Domnie                            | Cunoscut sub numele | Nume & titlu la naștere                                                                 | Nume imperial                                                               | Genealogie                          | Note |
| --------------------------------- | ------------------- | --------------------------------------------------------------------------------------- | --------------------------------------------------------------------------- | ----------------------------------- | --- |
| 18 septembrie 96 – 27 ianuarie 98 | Nerva               | MARCVS COCCEIVS NERVA                                                                   | IMPERATOR NERVA CAESAR AVGVSTVS, PATER PATRIAE                              |                                     | |
| 28 ianuarie 98 – 7 august 117     | Traian              | MARCVS VLPIVS NERVA TRAIANVS MARCVS VLPIVS NERVA TRAIANVS GERMANICVS                    | IMPERATOR CAESAR DIVI NERVAE FILIVS NERVA TRAIANVS GERMANICVS AVGVSTVS      | fiul senatorului M. Ulpius Traianus | 98: Pater Patriae; 102: Dacicus; 114: Parthicus; Aug/Sep 114: Optimus                                                                          |
| 11 august 117 – 10 iulie 138      | Hadrian             | PVBLIVS AELIVS HADRIANVS PVBLIVS AELIVS TRAIANVS HADRIANVS                              | IMPERATOR CAESAR TRAIANVS HADRIANVS AVGVSTVS PONTIFEX MAXIMVS               | adoptat de Traian                   | |
| 10 iulie 138 – 7 martie 161       | Antonin Piosul      | TITVS AVRELIVS FVLVVS BOIONIVS ARRIVS ANTONINVS IMPERATOR TITVS AELIVS CAESAR ANTONINVS | IMPERATOR CAESAR TITVS AELIVS HADRIANVS ANTONINVS AVGVSTVS PONTIFEX MAXIMVS | adoptat de Hadrian                  | 7 martie 161: Pius; 139: Pater Patriae |
| 7 martie 161 – 17 martie 180      | Marc Aureliu        | MARCVS ANNIVS VERVS AVRELIVS CAESAR AVGVSTI PII FILIVS                                  | IMPERATOR CAESAR MARCVS AVRELIVS ANTONINVS AVGVSTVS PONTIFEX MAXIMVS        | adoptat de Antonin Piosul           | co-împărat cu Lucius Verus până în martie 169; 164: Armeniacus Medicus Parthicus Maximus; 166: Pater Patriae; 172: Germanicus; 175: Sarmaticus |
| 7 martie 161 – martie 169         | Lucius Verus        | LVCIVS CEIONIVS COMMODVS LVCIVS AELIVS AVRELIVS COMMODVS                                | IMPERATOR CAESAR LVCIVS AVRELIVS VERVS AVGVSTVS                             | fiul lui Lucius Aelius              | Co-împărat cu Marc Aureliu 164: Armeniacus; 165: Parthicus Maximus; 166: Medicus, Pater Patriae                                                |
| 175                               | Avidius Cassius     | GAIVS AVIDIVS CASSIVS                                                                   |                                                                             |                                     | Uzurpator; a domnit în Egipt și Siria; ucis de un centurion                                                                                    |
| 177 – 31 decembrie 192            | Commodus            | LVCIVS AVRELIVS COMMODVS ANTONINVS LVCIVS AVRELIVS COMMODVS CAESAR ANTONINVS            | IMPERATOR CAESAR LVCIVS AVRELIVS COMMODVS AVGVSTVS PATER PATRIAE            | fiul lui Marc Aureliu               | Co-împărat cu Marc Aureliu până la 17 martie 180; Ucis                                                                                         |

### Dinastia Severilor(anii 193-235)
| Domnie                          | Cunoscut sub numele | Nume & titlu la naștere                                      | Nume imperial                                                                                               | Genealogie                 | Note |
| ------------------------------- | ------------------- | ------------------------------------------------------------ | --- | -------------------------- | --- |
| 1 ianuarie 193 – 28 martie 193  | Pertinax            | PVBLIVS HELVIVS PERTINAX                                     | IMPERATOR CAESAR PVBLIVS HELVIVS PERTINAX AVGVSTVS                                                          | fiul lui Helvius Successus | recunoscut ca împărat de Septimiu Sever; ucis de soldați |
| 28 martie 193 – 1 iunie 193     | Didius Iulianus     | MARCVS DIDIVS SEVERVS IVLIANVS                               | IMPERATOR CAESAR MARCVS DIDIVS SEVERVS IVLIANVS AVGVSTVS                                                    |                            | Condamnat la moarte de Senat; ucis |
| 9 aprilie 193 – 4 februarie 211 | Septimiu Sever      | LVCIVS SEPTIMVS SEVERVS                                      | IMPERATOR CAESAR LVCIVS SEPTIMVS SEVERVS PERTINAX AVGVSTVS PROCONSVL                                        |                            | 9 iunie 193: Pontifex Maximus; 193: Pater Patriae; 195: Divi Marci Pii filius Divi Commodi Frater; Pius; Arabicus, Adiabenicus; 198: Parthicus Maximus; 209/210: Britannicus Maximus |
| 193 – 194/195                   | Pescennius Niger    | GAIVS PESCENNIVS NIGER                                       | |                            | împărat în Siria |
| 193/195 – 197                   | Clodius Albinus     | DECIMVS CLODIVS SEPTIMIVS ALBINVS                            | |                            | împărat în Britannia |
| 198 – 217                       | Caracalla           | LVCIVS SEPTIMIVS BASSIANVS CARACALLA                         | IMPERATOR CAESAR MARCVS AVRELIVS SEVERVS ANTONINVS PIVS AVGVSTVSPATER PATRIAE BRITANNICVS MAXIMVS PROCONSVL | fiul lui Septimiu Sever    | 199: Pater Patriae; 200: Pius Felix; 209/210: Britannicus Maximus213: Germanicus Maximus; Ucis de Macrin                                                                             |
| 209 – decembrie 211             | Geta                | PVBLIVS SEPTIMVS GETA                                        | IMPERATOR CAESAR PVBLIVS SEPTIMIVS GETA AVGVSTVS                                                            | fiul lui Septimiu Sever    | Ucis de Caracalla |
| 11 aprilie 217 – iunie 218      | Macrin              | MARCVS OPELLIVS MACRINVS                                     | IMPERATOR MARCVS OPELLIVS SEVERVS MACRINVS AVGVSTVS PIVS FELIX PROCONSVL                                    |                            | ?iunie 217: Pater Patriae; Pontifex Maximus; Executat |
| mai 217 – iunie 218             | Diadumenian         | MARCVS OPELLIVS DIADVMENIANVS                                | IMPERATOR MARCVS OPELLIVS ANTONINVS DIADVMENIANVS CAESAR SEVERVS                                            | fiul lui Macrin            | Executat |
| iunie 218 – 222                 | Elagabalus          | VARIVS AVITVS BASSIANVS MARCVS AVRELIVS ANTONINVS ELAGABALVS | IMPERATOR MARCVS AVRELIVS ANTONINVS PIVS FELIX AVGVSTVS PROCONSVL                                           | nepotul lui Caracalla      | iulie 218: Pater Patriae, Pontifex Maximus; 220: Sacerdos Amplissimus Dei Invicti Solis Elagabali Asasinat                                                                           |
| 13 martie 222 – ?martie 235     | Alexandru Sever     | BASSIANVS ALEXIANVS                                          | IMPERATOR CAESAR MARCVS AVRELIVS SEVERVS ALEXANDER PIVS FELIX AVGVSTVS                                      |                            | Pontifex Maximus Asasinat |

## Criza secolului al III-lea

### Împărați din timpul apogeului crizei
| Domnie                            | Cunoscut sub numele         | Nume & titlu la naștere                                             | Nume imperial                                                                         | Genealogie               | Note                                                                                   |
| --------------------------------- | --------------------------- | ------------------------------------------------------------------- | ------------------------------------------------------------------------------------- | ------------------------ | -------------------------------------------------------------------------------------- |
| 20 martie 235 – aprilie 238       | Maximin Tracul              | GAIVS IVLIVS VERVS MAXIMINVS THRAX                                  | IMPERATOR CAESAR GAIVS JVLIVS VERVS MAXIMINVS PIVS FELIX INVICTVS AVGVSTVS            |                          | În competiție cu Senatul; ucis de trupe la Aquileia                                    |
| 235                               | Magnus                      |                                                                     |                                                                                       |                          | S-a proclamat singur împărat la Roma; executat                                         |
| 235                               | Quartinus                   |                                                                     |                                                                                       |                          | Uzurpator în Mesopotamia; asasinat                                                     |
| 236 – aprilie 238                 | Maximus                     | GAIVS IVLIVS VERVS MAXIMVS                                          |                                                                                       |                          | Co-împărat; ucis de armată                                                             |
| 22 martie 238 – 12 aprilie 238    | Gordian I                   | MARCVS ANTONIVS GORDIANVS                                           | IMPERATOR CAESAR MARCVS ANTONIVS GORDIANVS SEMPRONIANVS AFRICANVS                     |                          | Declarat împărat la Cartagina; suicid prin spânzurare                                  |
| 22 martie 238 – 12 aprilie 238    | Gordian al II-lea           | NARCYS ANTONIVS GORDIANVS                                           | IMPERATOR CAESAR MARCVS ANTONIVS GORDIANVS SEMPRONIANVS AFRICANVS                     | fiul lui Gordian I       | Ucis în bătălie de către susținătorii lui Maximin Tracul                               |
| 22 aprilie 238 – 29 iulie 238     | Pupien                      | MARCVS CLODIVS PVPIENVS MAXIMVS                                     | IMPERATOR CAESAR MARCVS CLODIVS PVPIENVS MAXIMVS AVGVSTVS                             |                          | Pus de Senat; ucis de pretorieni                                                       |
| 22 aprilie 238 – 29 iulie 238     | Balbin                      | DECIMVS CAELIVS ANTONIVS BALBINVS DECIMVS CAELIVS CALVINVS BALBINVS |                                                                                       |                          | Co-împărat cu Pupien; ucis de pretorieni                                               |
| 22 aprilie 238 – 11 februarie 244 | Gordian al III-lea          | MARCVS ANTONIVS GORDIANVS MARCVS ANTONIVS GORDIANVS PIVS            | IMPERATOR CAESAR MARCVS ANTONIVS GORDIANVS PIVS FELIX AVGVSTVS                        | nepotul lui Gordian I    | Împărat minor; s-a luptat cu perșii                                                    |
| 240                               | Sabinian                    |                                                                     |                                                                                       |                          | S-a proclamat singur împărat; învins în bătălie                                        |
| februarie 244 – 249               | Filip Arabul                | MARCVS IVLIVS PHILLIPVS                                             | IMPERATOR CAESAR MARCVS IVLIVS PHILLIPVS PIVS FELIX INVICTVS AVGVSTVS                 |                          | A purtat lupte cu germanicii; ucis în bătălie de către Deciu                           |
| 244 – 249                         | Filip al II-lea (cel Tânăr) | MARCVS IVLIVS PHILLIPVS SEVERVS                                     |                                                                                       | fiul lui Filip Arabul    | Co-împărat; ucis de pretorieni                                                         |
| 248 - 249                         | Pacatian                    | TIBERIVS CLAVDIVS MARINVS PACATIANVS                                |                                                                                       |                          | S-a proclamat singur împărat în Moesia; ucis de soldați                                |
| 248 - 249                         | Iotapian                    | MARCVS FVLVIVS RVFVS IOTAPIANVS                                     |                                                                                       |                          | Uzurpator în Siria; ucis de trupe                                                      |
| 249 ?                             | Silbannac                   | MARCVS SILBANNACVS                                                  |                                                                                       |                          | Uzurpator pe Rin; existența sa nu este sigură                                          |
| 249 ?                             | Sponsian                    |                                                                     |                                                                                       |                          | Uzurpator în Moesia/Dacia; cunoscut doar după o singură monedă, găsită în Transilvania |
| 249 – iunie 251                   | Decius                      | GAIVS MESSIVS QVINTVS TRAIANVS DECIVS                               | IMPERATOR CAESAR GAIVS MESSIVS QVINTVS TRAIANVS DECIVS PIVS FELIX INVICTVS AVGVSTVS   |                          | S-a luptat cu goții pe Dunăre; ucis în bătălie                                         |
| 249 – 251                         | Priscus                     | GAIVS JVLIVS PRISCVS                                                |                                                                                       |                          | S-a proclamat singur împărat în provinciile balcanice                                  |
| 250                               | Licinian                    | IVLIVS VALENS LICINIANVS                                            |                                                                                       |                          | Senator; s-a declarat împărat la Roma                                                  |
| 251 – iunie 251                   | Herennius Etruscus          | QVINTVS HERENNIVS ETRVSCVS MESSIVS DECIVS                           | IMPERATOR CAESAR QVINTVS HERENNIVS ETRVSCVS MESSIVS DECIVS AVGVSTVS                   | fiul lui Deciu           | Co-împărat cu Deciu; ucis în bătălie                                                   |
| iunie 251 – august 253            | Trebonian Galul             | GAIVS VIBIVS TREBONIANVS GALLVS                                     | IMPERATOR CAESAR GAIVS VIBIVS TREBONIANVS GALLVS PIVS FELIX INVICTVS AVGVSTVS         |                          | S-a luptat cu perșii și goții; ucis de soldați                                         |
| iunie 251 - 251                   | Hostilian                   | CAIVS VALENS HOSTILIANVS MESSIVS QVINTVS                            | IMPERATOR CAESAR CAIVS VALENS HOSTILIANVS MESSIVS QVINTVS AVGVSTVS                    | fiul lui Deciu           | Co-împărat cu Trebonian Galul; mort de ciumă                                           |
| 251 – august 253                  | Volusian                    | GAIVS VIBIVS VOLVSIANVS                                             | IMPERATOR CAESAR GAIVS VIBIVS AFINIVS GALLVS VELDVMNIANVS VOLVSIANVS AVGVSTVS         | fiul lui Trebonian Galul | Co-împărat cu Trebonian Galul; ucis de soldați                                         |
| august 253 – octombrie 253        | Aemilian                    | MARCVS AEMILIVS AEMILIANVS                                          | IMPERATOR CAESAR MARCVS AEMILIVS AEMILIANVS PIVS FELIX INVICTVS AVGVSTVS              |                          | Ucis de soldați                                                                        |
| 253 – iunie 260                   | Valerian                    | PVBLIVS LICINIVS VALERIANVS                                         | IMPERATOR CAESAR PVBLIVS LICINIVS VALERIANVS PIVS FELIX INVICTVS AVGVSTVS             |                          | S-a luptat cu perșii; capturat de aceștia, moare în captivitate                        |
| 253 – 254                         | Uranius Antoninus           | LVCIVS JVLIVS AVRELIVS SVLPICIVS SEVERVS VRANIVS ANTONINVS          |                                                                                       |                          | Uzurpator în Siria; probabil a domnit cu 20 de ani în urmă                             |
| 253 – septembrie 268              | Gallien                     | PVBLIVS LICINIVS EGNATIVS GALLIENVS                                 | IMPERATOR CAESAR PVBLIVS LICINIVS EGNATIVS GALLIENVS PIVS FELIX INVICTVS AVGVSTVS     |                          | Co-împărat cu Valerian 253 - 260; ucis                                                 |
| 260                               | Salonin                     | PVBLIVS LICINIVS CORNELIVS SALONINVS                                | IMPERATOR CAESAR CORNELIVS LICINIVS SALONINVS VALERIANVS PIVS FELIX INVICTVS AVGVSTVS |                          | Co-împărat cu Gallien; ucis                                                            |
| 258 sau iunie 260                 | Ingenuus                    |                                                                     |                                                                                       |                          | S-a proclamat singur împărat                                                           |
| 260                               | Regalian                    |                                                                     |                                                                                       |                          |                                                                                        |
| 260 – 261                         | Macrianus Major             | FVLVIVS MACRIANVS                                                   |                                                                                       |                          | ucis în bătălie                                                                        |
| 260 – 261                         | Macrianus Minor             | TITVS FVLVIVS IVNIVS MACRIANVS                                      |                                                                                       |                          | ucis în bătălie                                                                        |
| 260 – 261                         | Quietus                     | TITVS FVLVIVS IVNIVS QVIETVS                                        |                                                                                       |                          |                                                                                        |
| 261 – 261 sau 262                 | Mussius Aemilianus          | LVCIVS MVSSIVS AEMILIANVS                                           |                                                                                       |                          |                                                                                        |
| 268 – 268                         | Aureolus                    |                                                                     |                                                                                       |                          | S-a proclamat singur împărat                                                           |

### Imperiul galic (260–274)
| Domnie    | Cunoscut sub numele | Nume & titlu la naștere             | Nume imperial                                                                    | Genealogie | Note                                             |
| --------- | ------------------- | ----------------------------------- | -------------------------------------------------------------------------------- | ---------- | ------------------------------------------------ |
| 260 – 269 | Postumus            | MARCVS CASSIANIVS LATINIVS POSTVMVS | IMPERATOR CAESAR MARCVS CASSIANVS LATINIVS POSTVMVS PIVS FELIX INVICTVS AVGVSTVS |            |                                                  |
| 269       | Laelianus           | VLPIVS CORNELIVS LAELIANVS          | IMPERATOR CAESAR GAIVS VLPIVS CORNELIVS LAELIANVS PIVS FELIX AVGVSTVS            |            | S-a proclamat singur împărat al Imperiului galic |
| 269       | Marius              | MARCVS AVRELIVS MARIVS              | IMPERATOR CAESAR MARCVS AVRELIVS MARIVS PIVS FELIX AVGVSTVS                      |            |                                                  |
| 269 – 271 | Victorinus          | MARCVS PIAVONIVS VICTORINVS         | IMPERATOR CAESAR MARCVS PIAVONIVS VICTORINVS PIVS FELIX INVICTVS AVGVSTVS        |            |                                                  |
| 270 – 271 | Domițian al II-lea  |                                     |                                                                                  |            | Proclamat împărat al Imperiului galic            |
| 271 – 274 | Tetricus I          | CAIVS PIVS ESVVIVS TETRICVS         | IMPERATOR CAESAR GAIVS PIVS ESVVIVS TETRICVS FELIX INVICTVS AVGVSTVS             |            |                                                  |

### Imperiul illyric
| Domnie                              | Cunoscut sub numele       | Nume & titlu la naștere             | Nume imperial                                                                     | Genealogie | Note                                                        |
| ----------------------------------- | ------------------------- | ----------------------------------- | --------------------------------------------------------------------------------- | ---------- | ----------------------------------------------------------- |
| 268 – august 270                    | Claudiu al II-lea (Gotul) | MARCVS AVRELIVS VALERIVS CLAVDIVS   | IMPERATOR CAESAR MARCVS AVRELIVS CLAVDIVS PIVS FELIX INVICTVS AVGVSTVS            |            | Mort din cauza unei plăgi                                   |
| august 270 – septembrie 270         | Quintillus                | MARCVS AVRELIVS QVINTILLVS          | IMPERATOR CAESAR MARCVS AVRELIVS CLAVDIVS QVINTILLVS INVICTVS PIVS FELIX AVGVSTVS |            | Co-împărat cu Aurelian; Suicid                              |
| august 270 – 275                    | Aurelian                  | LVCIVS DOMITIVS AVRELIANVS          | IMPERATOR CAESAR LVCIVS DOMITIVS AVRELIANVS PIVS FELIX INVICTVS AVGVSTVS          |            | Ucis de Garda Pretoriană                                    |
| 271                                 | Septimiu                  |                                     |                                                                                   |            | Proclamat împărat în Dalmația; ucis de soldați              |
| noiembrie/decembrie 275 – iulie 276 | Tacit                     | MARCVS CLAVDIVS TACITVS             | IMPERATOR CAESAR MARCVS CLAVDIVS TACITVS PIVS FELIX AVGVSTVS                      |            | Ucis                                                        |
| iulie 276 – septembrie 276          | Florian                   | MARCVS ANNIVS FLORIANVS PIVS        | IMPERATOR CAESAR MARCVS ANNIVS FLORIANVS PIVS FELIX AVGVSTVS                      |            | Ucis                                                        |
| iulie 276– septembrie 282           | Probus                    | MARCVS AVRELIVS EQVITIVS PROBVS     | IMPERATOR CAESAR MARCVS AVRELIVS PROBVS PIVS FELIX INVICTVS AVGVSTVS              |            | Ucis de soldați                                             |
| 280                                 | Saturnin                  | IVLIVS SATVRNINVS                   |                                                                                   |            | S-a proclamat singur împărat; ucis de soldați               |
| 280                                 | Proculus                  |                                     |                                                                                   |            | ucis de Probus                                              |
| 280                                 | Bonosus                   | GALLVS QVINTVS BONOSVS              |                                                                                   |            | S-a proclamat singur împărat; învins de Probus, s-a sinucis |
| septembrie 282 – iulie/august 283   | Carus                     | MARCVS AVRELIVS NVMERIVS CARVS      | IMPERATOR CAESAR MARCVS AVRELIVS CARVS PIVS FELIX INVICTVS AVGVSTVS               |            |                                                             |
| primăvara lui 283 – vara lui 285    | Carinus                   | MARCVS AVRELIVS CARINVS             | IMPERATOR CAESAR MARCVS AVRELIVS CARINVS PIVS FELIX INVICTVS AVGVSTVS             |            | Co-împărat cu Numerian; Ucis                                |
| iulie/august 283 – noiembrie 284    | Numerian                  | MARCVS AVRELIVS NVMERIVS NVMERIANVS | IMPERATOR CAESAR MARCVS AVRELIVS NVMERIANVS PIVS FELIX AVGVSTVS                   |            | Co-împărat cu Carinus                                       |

## Tetrarhia

### Dominatul
| Domnie                                                  | Cunoscut sub numele     | Nume & titlu la naștere                                  | Nume imperial | Genealogie             | Note |
| ------------------------------------------------------- | ----------------------- | -------------------------------------------------------- | --- | ---------------------- | --- |
| 20 noiembrie 284 – 1 mai 305                            | Dioclețian              | DIOCLES GAIVS AVRELIVS VALERIVS DIOCLETIANVS IOVIVS      | IMPERATOR CAESAR GAIVS AVRELIVS VALERIVS DIOCLETIANVS PIVS FELIX INVICTVS AVGVSTVS PONTIFEX MAXIMVS PATER PATRIAE PROCONSVL |                        | Co-împărat cu Maximian; 285: Germanicus Maximus, Sarmaticus Maximus; 286: Iovius; 287: Germanicus Maximus; 295: Persicus Maximus; 297: Britannicus Maximus, Carpicus Maximus; 298: Armenicus Maximus, Medicus Maximus, Adiabenicus Maximus A abdicat           |
| 1 aprilie 286 – 1 mai 305                               | Maximian                | MAXIMIANVS MARCVS AVRELIVS VALERIVS MAXIMIANVS HERCVLIVS | IMPERATOR CAESAR GAIVS AVRELIVS VALERIVS MAXIMIANVS PIVS FELIX INVICTVS AVGVSTVS |                        | co-împărat cu Dioclețian; 286: Germanicus Maximus, Sarmaticus Maximus; 287: Iovius; 288: Germanicus Maximus; 294: Persicus Maximus; 298: Britannicus Maximus, Carpicus Maximus; 299: Armenicus Maximus, Medicus Maximus, Adiabenicus Maximus; Forțat să abdice |
| 1 mai 305 – 25 iulie 306                                | Constanțiu I            | FLAVIVS VALERIVS CONSTANTIVS CHLORVS                     | IMPERATOR CAESAR GAIVS FLAVIVS VALERIVS CONSTANTIVS AVGVSTVS | tatăl lui Constantin I | |
| 1 mai 305 – mai 311                                     | Galeriu                 | CAIVS GALERIVS VALERIVS MAXIMIANVS                       | IMPERATOR CAESAR GALERIVS VALERIVS MAXIMIANVS PIVS FELIX INVICTVS AVGVSTVS |                        | co-împărat cu Sever al II-lea |
| august 306 – 16 septembrie 307                          | Sever al II-lea         | FLAVIVS VALERIVS SEVERVS                                 | IMPERATOR SEVERVS PIVS FELIX AVGVSTVS |                        | co-împărat cu Galeriu |
| 28 octombrie 306 – 28 octombrie 312                     | Maxențiu                | MARCVS AVRELIVS VALERIVS MAXENTIVS                       | MARCVS AVRELIVS VALERIVS MAXENTIVS PIVS FELIX INVICTVS AVGVSTVS |                        | |
| 307 – 308                                               | Maximian                | MAXIMIANVS MARCVS AVRELIVS VALERIVS MAXIMIANVS HERCVLIVS | IMPERATOR CAESAR GAIVS AVRELIVS VALERIVS MAXIMIANVS PIVS FELIX INVICTVS AVGVSTVS PONTIFEX MAXIMVS HERCVLIVS GERMANICVS MAXIMVS SARMATICVS MAXIMVS IOVIVS GERMANICVS MAXIMVS PERSICVS MAXIMVS BRITANNICVS MAXIMVS CARPICVS MAXIMVS ARMENICVS MAXIMVS MEDICVS MAXIMVS ADIABENICVS MAXIMVS |                        | A abdicat |
| 307 – 22 mai 337 (Reunește imperiul între anii 324-337) | Constantin I (cel Mare) | GAIVS FLAVIVS VALERIVS CONSTANTINVS                      | IMPERATOR CAESAR FLAVIVS CONSTANTINVS PIVS FELIX INVICTVS AVGVSTVS PONTIFEX MAXIMVS PATER PATRIAE PROCONSVL |                        | 307: Germanicus Maximus; 312: Maximus; 323: Sarmaticus Maximus; 324: Victor Invictus; 328: Gothicus Maximus; 336: Dacicus Maximus |
| 308                                                     | Domitius Alexander      | LVCIVS DOMITIVS ALEXANDER                                | |                        | S-a proclamat singur împărat |
| 11 noiembrie 308 – 18 septembrie 324                    | Liciniu                 | VALERIVS LICINIANVS LICINIVS                             | IMPERATOR CAESAR GAIVS VALERIVS LICINIVS PIVS FELIX INVICTVS AVGVSTVS |                        | Co-împărat; abdicat |
| 1 mai 310 – iulie/august 313                            | Maximinus Daia          | DAIA MAXIMINVS GAIVS GALERIVS VALERIVS                   | IMPERATOR CAESAR GALERIVS VALERIVS MAXIMINVS PIVS FELIX AVGVSTVS |                        | Co-împărat; Suicid |
| decembrie 316 – 1 martie 317                            | Valerius Valens         | AVRELIVS VALERIVS VALENS                                 | IMPERATOR CAESAR AVRELIVS VALERIVS VALENS PIVS FELIX INVICTVS AVGVSTVS |                        | Co-împărat cu Liciniu; executat de Constantin I |
| iulie – 18 septembrie 324                               | Martinian               | SEXTVS MARCIVS MARTINIANVS                               | IMPERATOR CAESAR SEXTVS MARCIVS MARTINIANVS PIVS FELIX INVICTVS AVGVSTVS | Co-împărat cu Licinius | |
| 337 – 340                                               | Constantin al II-lea    | FLAVIVS CLAVDIVS CONSTANTINVS                            | IMPERATOR CAESAR FLAVIVS VALERIVS CONSTANTINVS AVGVSTVS | Fiul lui Constantin I  | Co-împărat; ucis în bătălie |
| 337 – 361(Împărat al Romei Unite 350-361)               | Constanțiu al II-lea    | FLAVIVS IVLIVS CONSTANTIVS                               | IMPERATOR CAESAR FLAVIVS IVLIVS CONSTANTIVS AVGVSTVS | Fiul lui Constantin I  | Co-împărat |
| 337 – 350                                               | Constant                | FLAVIVS IVLIVS CONSTANS                                  | IMPERATOR CAESAR FLAVIVS IVLIVS CONSTANS AVGVSTVS |                        | Co-împărat; ucis de Magnențiu |
| ianuarie 350 – 11 august 353                            | Magnențiu               | FLAVIVS MAGNVS MAGNENTIVS                                | IMPERATOR CAESAR FLAVIVS MAGNVS MAGENTIVS AVGVSTVS |                        | Uzurpator; suicid |
| cca. 350                                                | Vetriano                |                                                          | |                        | S-a proclamat singur împărat |
| cca. 350                                                | Nepoțianus              |                                                          | |                        | S-a proclamat singur împărat |
| noiembrie 361 – iunie 363                               | Iulian Apostatul        | FLAVIVS CLAVDIVS IVLIANVS                                | IMPERATOR CAESAR FLAVIVS CLAVDIVS IVLIANVS AVGVSTVS |                        | Ucis în bătălie |
| 363 – 17 februarie 364                                  | Iovianus                | FLAVIVS IOVIANVS                                         | IMPERATOR CAESAR FLAVIVS IOVIANVS AVGVSTVS |                        | Mort accidental |

#### Dinastia Valentiniană
| Domnie                              | Cunoscut sub numele   | Nume & titlu la naștere | Nume imperial                                   | Genealogie | Note                                     |
| ----------------------------------- | --------------------- | ----------------------- | ----------------------------------------------- | ---------- | ---------------------------------------- |
| 26 februarie 364 – 17 noiembrie 375 | Valentinian I         | FLAVIVS VALENTINIANVS   | IMPERATOR CAESAR FLAVIVS VALENTINIANVS AVGVSTVS |            | Împărat în vest                          |
| 28 martie 364 – 9 august 378        | Valens                | FLAVIVS IVLIVS VALENS   | IMPERATOR CAESAR FLAVIVS IVLIVS VALENS AVGVSTVS |            | Împărat în est. Ucis în bătălie          |
| septembrie 365 – 27 mai 366         | Procopius             |                         |                                                 |            | Uzurpator; executat de Valens            |
| 24 august 367 – 383                 | Grațian               | FLAVIVS GRATIANVS       | IMPERATOR CAESAR FLAVIVS GRATIANVS AVGVSTVS     |            | Asasinat                                 |
| 375 – 392                           | Valentinian al II-lea | FLAVIVS VALENTINIANVS   | IMPERATOR CAESAR FLAVIVS VALENTINIANVS AVGVSTVS |            | Deposedat; mort în circumstanțe suspecte |
| 383 – 388                           | Magnus Maximus        | MAGNVS MAXIMVS          |                                                 |            | Deposedat și executat                    |
| cca. 386 – 388                      | Flavius Victor        | FLAVIVS VICTOR          |                                                 |            | Ucis din ordinul lui Teodosiu I          |
| 392 – 394                           | Eugenius              | FLAVIVS EVGENIVS        |                                                 |            | Uzurpator; ucis în bătălie               |

### Imperiul britanic (286–297)
| Domnie    | Cunoscut sub numele | Nume & titlu la naștere  | Nume imperial                                  | Genealogie | Note |
| --------- | ------------------- | ------------------------ | ---------------------------------------------- | ---------- | ---- |
| 286 – 293 | Carausius           | MARCVS AVRELIVS MAVSAEVS | IMPERATOR CAESAR CARAVSIVS PIVS FELIX AVGVSTVS |            |      |
| 293 – 297 | Allectus            |                          | IMPERATOR CAESAR ALLECTVS PIVS FELIX AVGVSTVS  |            |      |

### Imperiul roman Târziu

#### Dinastia Teodosiană (anii 379-395)
| Domnie                | Cunoscut sub numele   | Nume & titlu la naștere | Nume imperial                                           | Genealogie | Note                                                                                     |
| --------------------- | --------------------- | ----------------------- | ------------------------------------------------------- | ---------- | ---------------------------------------------------------------------------------------- |
| 379 – 17 ianuarie 395 | Teodosiu I (cel Mare) | FLAVIVS THEODOSIVS      | IMPERATOR CAESAR FLAVIVS THEODOSIVS PIVS FELIX AVGVSTVS |            | Co-împărat; împărat în est din 379 Ultimul împărat care ține imperiul unit ani (392-395) |
| 383 – ianuarie 395    | Arcadie               | FLAVIVS ARCADIVS        | IMPERATOR CAESAR FLAVIVS ARCADIVS PIVS FELIX AVGVSTVS   |            | Devine împărat bizantin din ianuarie 395                                                 |
| 23 ianuarie 393 – 395 | Honoriu               | FLAVIVS HONORIVS        | IMPERATOR CAESAR FLAVIVS HONORIVS PIVS FELIX AVGVSTVS   |            | Devine împărat în vest                                                                   |

#### Imperiul de Apus
| Domnie                              | Cunoscut sub numele                   | Nume & titlu la naștere                   | Nume imperial                                         | Genealogie                     | Note                                                                                         |
| ----------------------------------- | ------------------------------------- | ----------------------------------------- | ----------------------------------------------------- | ------------------------------ | -------------------------------------------------------------------------------------------- |
| 395 – 15 august 423                 | Honoriu                               | FLAVIVS HONORIVS                          | IMPERATOR CAESAR FLAVIVS HONORIVS PIVS FELIX AVGVSTVS |                                | Co-împărat cu Constanțiu al III-lea (421)                                                    |
| 409 – 410, 414 – 415                | Priscus Attalus                       |                                           | IMPERATOR CAESAR PRISCVS ATTALVS PIVS FELIX AVGVSTVS  |                                | Proclamat împărat de vizigoți                                                                |
| 407 – 411                           | Constantin al III-lea                 | FLAVIVS CLAVDIVS CONSTANTINVS             |                                                       |                                |                                                                                              |
| 409 – 411                           | Constant al II-lea                    |                                           |                                                       | fiul lui Constantin al III-lea | co-regent cu Constantin al III-lea                                                           |
| 411 – 413                           | Iovinus                               |                                           |                                                       |                                |                                                                                              |
| 412 – 413                           | Sebastian                             |                                           |                                                       |                                | co-regent cu Iovinus                                                                         |
| 421                                 | Constanțiu al III-lea                 | FLAVIVS CONSTANTIVS                       |                                                       |                                | Co-împărat cu Honoriu                                                                        |
| 423 – 425                           | Ioan                                  | IOHANNES                                  |                                                       |                                |                                                                                              |
| 425 – 16 martie 455                 | Valentinian al III-lea                | FLAVIVS PLACIDVS VALENTINIANVS            |                                                       |                                |                                                                                              |
| 17 martie 455 – 31 mai 455          | Petroniu Maxim                        | FLAVIVS PETRONIVS MAXIMVS                 |                                                       |                                |                                                                                              |
| iunie 455 – 17 octombrie 456        | Avitus                                | MARCVS MAECILIVS FLAVIVS EPARCHIVS AVITVS |                                                       |                                |                                                                                              |
| 457 – 2 august 461                  | Majorian                              | IVLIVS VALERIVS MAIORIANVS                |                                                       |                                | A abdicat                                                                                    |
| 461 – 465                           | Libius Severus                        | LIBIVS SEVERVS                            |                                                       |                                |                                                                                              |
| 12 aprilie 467 – 11 iulie 472       | Anthemius                             | PROCOPIVS ANTHEMIVS                       |                                                       |                                | Executat                                                                                     |
| iulie 472 – 2 noiembrie 472         | Olybrius                              | ANICIVS OLYBRIVS                          |                                                       |                                |                                                                                              |
| 5 martie 473 – iunie 474            | Glycerius                             |                                           |                                                       |                                | A abdicat                                                                                    |
| iunie 474 – 25 aprilie 480          | Julius Nepos                          |                                           |                                                       |                                | Împărat în Vest până în 475, deposedat de Oreste; Din 476 recunoscut de Odoacru; ucis în 480 |
| 31 octombrie 475 – 4 septembrie 476 | Romulus Augustus (Romulus Augustulus) | FLAVIVS ROMVLVS ROMVLVS AVGVSTVS          |                                                       |                                | Deposedat de Odoacru                                                                         |